# Natura 2000-område nr. 154 Sejerø Bugt, Saltbæk Vig, Bjergene, Diesebjerg og Bollinge Bakke
Natura 2000-område nr. 154 Sejerø Bugt, Saltbæk Vig, Bjergene, Diesebjerg og Bollinge Bakke  er et Natura 2000-område der består af habitatområderne  H135 og H244,
fuglebeskyttelsesområderne F94 (Sejerø Bugt og Nekselø) og F99 (Saltbæk Vig) og  har et areal på 445 km².  Omtrent 88 % af området udgøres af vandarealet i Sejerø Bugt (390 km²) og Saltbæk Vig (16 km²), resten (ca. 12 %) er landareal med en kystlinje på ca. 63 km.  Cirka 230 ha ejes af Staten, det meste af Naturstyrelsen. Sejerøbugten er også udpeget som Ramsarområde. Natura 2000-området ligger   i Vandområdedistrikt II Sjælland  i vandplanomåde 2.1 Kalundborg  i Kalundborg og Odsherred Kommuner. 

## Områdebeskrivelse
Landarealerne domineres især af kystmorfologiske
strukturer som laguner, klitter samt overdrev udviklet på kystskrænter og randmoræner. Saltbæk Vig er en naturlig lagune, som med dæmninger er afskåret fra Sejerø Bugt. Lagunedannelse pågår
ligeledes i bunden af Nekselø Bugt (Sanddobberne) og Sejerø Bugt (Korevlen mv.).
Inddæmmede arealer omkring Saltbæk Vig har sekundært skabt strandenge og rigkær af meget stor naturkvalitet. Et stort rigkær sydøst for Saltbæk Vig rummer hele fire arter fra udpegningsgrundlaget og en række sjældne planter, som ikke er en del af udpegningsgrundlaget, men som illustrerer områdets store biologiske værdi: 
- den nationale ansvarsart engensian, som har en usædvanlig talrig forekomst,
- En bestand af orkideen pukkellæbe (rødlistet som moderat truet),
- Den meget sjældne køllestar (rødlistet som kritisk truet)
- Store forekomster af de fredede orkideer sumphullæbe, kødfarvet gøgeurt og majgøgeurt
- Ualmindelige mosser som  blød seglmos (Pseudocalliergon lycopodioides),stiv seglmos (Drepanocladus sendtneri), stor skorpionsmos (Scorpidium scorpidioides) og grøn krumblad (Scorpidium cossonii).
- Sumpgræshoppe (rødlistet som næsten truet) og sommerfugle som fransk bredpande (rødlistet som kritisk truet), isblåfugl (rødlistet som næsten truet) og de to køllesværmere femplettet- (Zygaena lonicerae) og lille køllesværmer (Zygaena viciae) (rødlistet som henholdsvis sårbar og kritisk truet).
- På sydsiden af vigen findes bl.a. den sjældne stilk-månerude (fredet og rødlistet som sårbar), (og tidligere også landets eneste bestand af den meget sjældne bregne enkelt månerude (rødlistet som moderat truet), som dog  ikke set siden 2005). Samme sted vokser den ligeledes Bakkegøgelilje (fredet og rødlistet som næsten truet) samt salepgøgeurt som har haft stor tilbagegang i landet, men som har store forekomster på Malles Næs og andre steder omkring Saltbæk Vig.

Af andre fine terrestriske lokaliteter i området kan nævnes skrænterne på Nekselø samt Eskebjerg Vesterlyng, som er et enestående værdifuldt klitlandskab med meget lang ubrudt græsningskontinuitet, og som huser en meget stor forekomst af den prioriterede naturtype enebærklit samt et stort antal sjældne og rødlistede plantearter. 
Af arter som ikke er på udpegningsgrundlaget, men som er med til at karakterisere særligt fine forekomster af naturtyper på udpegningsgrundlaget kan bl.a. nævnes *stilk-månerude (ca. 150 planter set i 2013)
- baltisk ensian, som her har sit eneste voksested på Sjælland (rødlistet som næsten truet),
- de regionalt meget sjældne arter tue-kogleaks, mosetroldurt, søpryd, knudearve, liden vandarve, liden ulvefod og almindelig ulvefod.

På Eskebjerg Vesterlyng, ved Kaldredkæret og på Store Vrøj findes endvidere små bestande af sommerfuglen fransk bredpande. Arten er national ansvarsart og rødlistet i kategorien kritisk truet,
men er ikke på områdets udpegningsgrundlag.
Området rummer yderligere en række vigtige naturområder, som Sanddobberne, strandenge ved Tranevejle, Korevlen og overdrev på Ordrup Næs.
Sanddobbernes sandtanger er potentielle ynglelokaliteter for havterne, som er på udpegningsgrundlaget, men også for den rødlistede dværgterne, som ikke er en del af områdets udpegningsgrundlag.
En af Vestsjællands meget fine og velbevarede indlandsoverdrev findes i Bjergene og Veddinge Bakker. Her vokser bl.a. bakkegøgelilje som er en typisk art på naturtypen surt overdrev, store bestande af ansvarsarten Nikkende Kobjælde samt en 1000-tallig bestand af orkideen hyldegøgeurt
(rødlistet som sårbar). Ingen af de nævnte arter er på udpegningsgrundlaget.
Ved Diesebjerg i Veddinge Bakker findes et meget artsrigt kildevæld med en usædvanlig rigdom af orkideer en stor bestand af majgøgeurt og en af Danmarks  blot tre forekomster af den rødlistede orkide langakset trådspore. Disse er ej heller en del af områdets udpegningsgrundlag, men er med til at
illustrere den høje kvalitet af naturtyperne på udpegningsgrundlaget. På selve Diesebjerg vokser Vellugtende Skabiose (rødlistet som sårbar).
På Nekselø yngler den sjældne klokkefrø. Her findes endvidere nedenfor Ørnekul en forekomst af skæv vindelsnegl.

## Fredninger
Der er flere  store fredninger i Natura 2000-området. Saltbæk Vig er fredet med det formål at beskytte fuglelivet og områdets botaniske værdier. Hele Eskebjerg Vesterlyng er fredet med henblik på at bevare områdets særprægede natur. Hele Nekselø er fredet foruden det meste af Ordrup Næs inklusive Plateauet, Næbbet og  det meste af Sanddobberne samt betydelige arealer i Veddinge Bakker og i Bjergene.
Der til kommer fredninger hele lagunesystemet omkring Korevlen i bunden af Sejerø Bugt. Endelig bør nævnes de to hedeområder Ellinge Lyng og Overby Lyng som begge er fredede og som ganske vist ikke ligger indenfor Natura 2000-området, men klods op af og i naturlig sammenhæng med området øvrige natur.
Alleshavebugten blev i 1993 udlagt til vildtreservat med jagtforbud med henblik på at sikre området som rasteplads for vandfugle.